# Núi Chōkai
Núi Chōkai (鳥海山 (Điểu Hải sơn) Chōkai-san) là một ngọn núi lửa hoạt động nằm trên biên giới phía nam của hai tỉnh Akita và Yamagata tại vùng Tohoku của Nhật Bản, núi cao 2.236 m (7.336 ft). Vì hình dạng đối xứng và kích thước khổng lồ, nó còn được gọi là Dewa no Fuji (出羽の富士) hoặc theo cách gọi người bản địa Akita là Akita Fuji. Núi Chōkai là nơi linh thiêng đối với tín đồ nhánh Shugendō của đạo Shinto và được phổ biến với người đi bộ.